# Sphaerion exutum
Sphaerion exutum là một loài bọ cánh cứng trong họ Cerambycidae.